# Битва при Сигнал-Хилл
Битва при Сигнал-Хилл (англ. Battle of Signal Hill) — состоялась 12 сентября 1762 года и была завершающим сражением Семилетней войны на Северо-американском театре военных действий.

## Предыстория
К 1762 году Британия и Франция воевали уже около 7 лет, обе стороны конфликта склонялись к заключению мира. Морская блокада британцами атлантического побережья Франции привела в упадок французскую экономику, а также исключила возможность военной помощи колониальным войскам, что привело к сдаче французских гарнизонов и большому числу пленных.
Ньюфаундленд представлял в то время важный стратегический форпост на пути из Европы в Северную Америку. Французы решили захватить форт св. Иоанна вместе с городом Сент-Джонс в ожидании будущих мирных переговоров.

## Французская оккупация
20 мая 1762 года нескольким французским кораблям удалось прорваться сквозь блокаду и выйти в Атлантику из Бреста. 20 июня французы высадились на Ньюфаундленде. 27 июня французы отрядом из 750 человек, не встретив особого сопротивления, захватили Сент-Джонс. После захвата Сент-Джонса французы приступили к уничтожению рыболовной инфраструктуры, по последующим оценкам британцев ущерб составил около 1 млн фунтов стерлингов.

## Сражение
Французы ожидали ответных действий англичан не ранее следующего года, но узнавший в июле о французском нападении генерал Уильям Амхерст собрал британский экспедиционный отряд. Для возврата Сент-Джонса британской короне на Ньюфаундленде высадился отряд в 1500 человек. 12 сентября британские войска атаковали французов. Нападение британцев стало неожиданным, стремительной атакой они овладели Сигнал-Хиллом. Французы укрылись непосредственно в форте. Французский командующий Шарль-Анри-Луи д'Арсак де Тернэ решил не вступать в сражение с превосходящими вдвое силами британцев и принял решение оставить сухопутный гарнизон с частью морской пехоты в форте и приказал им сдаться через три дня. Сам же командующий, воспользовавшись туманом и благоприятным ветром, с флотом отплыл во Францию.